# Český kráter

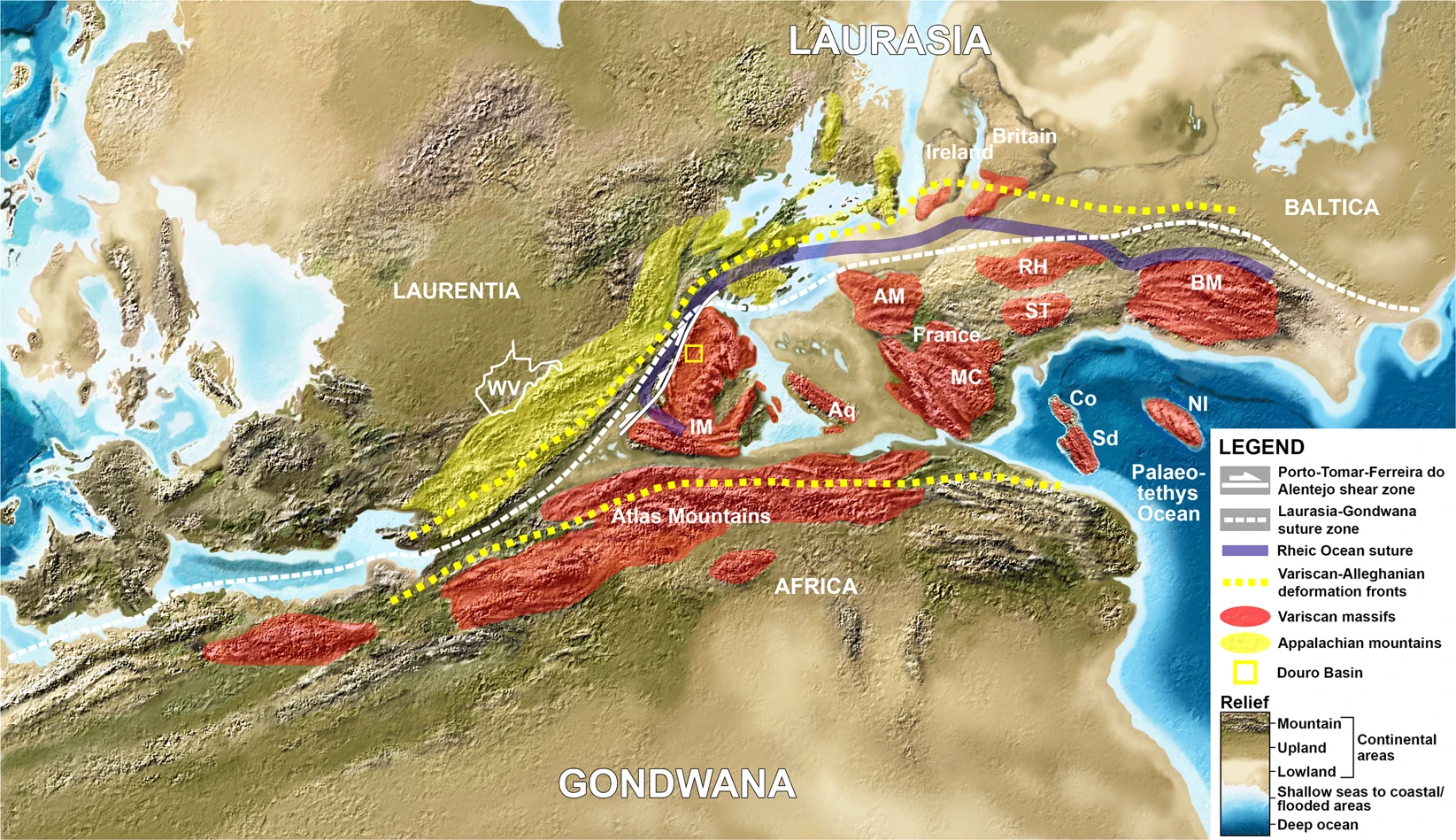
Schéma variského vrásnění v období raného Permu, Český masiv je označený jako BM.

Český kráter (také jako kráter Čechy či Bohemia nebo v angličtině "Praha basin") je alternativní výzkumem nepotvrzenou teorií, která označuje Český masiv za přibližně 2 miliardy let starý impaktní kráter vzniklý dopadem meteoritu. To je v rozporu s poznatky geologie, která popisuje Český masiv jako několik nezávislých jednotek, které vzájemně kolidovaly před více než 300 miliony lety v důsledku pohybu vysvětleného teorií deskové tektoniky. Tím došlo k horotvornému vrásnění (tzv. variské nebo hercynské), které vytvořilo typické obrysy Českého masivu.
Teorii Českého kráteru publikovali v roce 1989 na základě satelitních snímků střední Evropy profesoři Michael Papagiannis a Farouk El-Baz z Bostonské univerzity. Tato teorie není uznávána českou ani světovou odbornou geologickou komunitou.

## Vývoj hypotézy

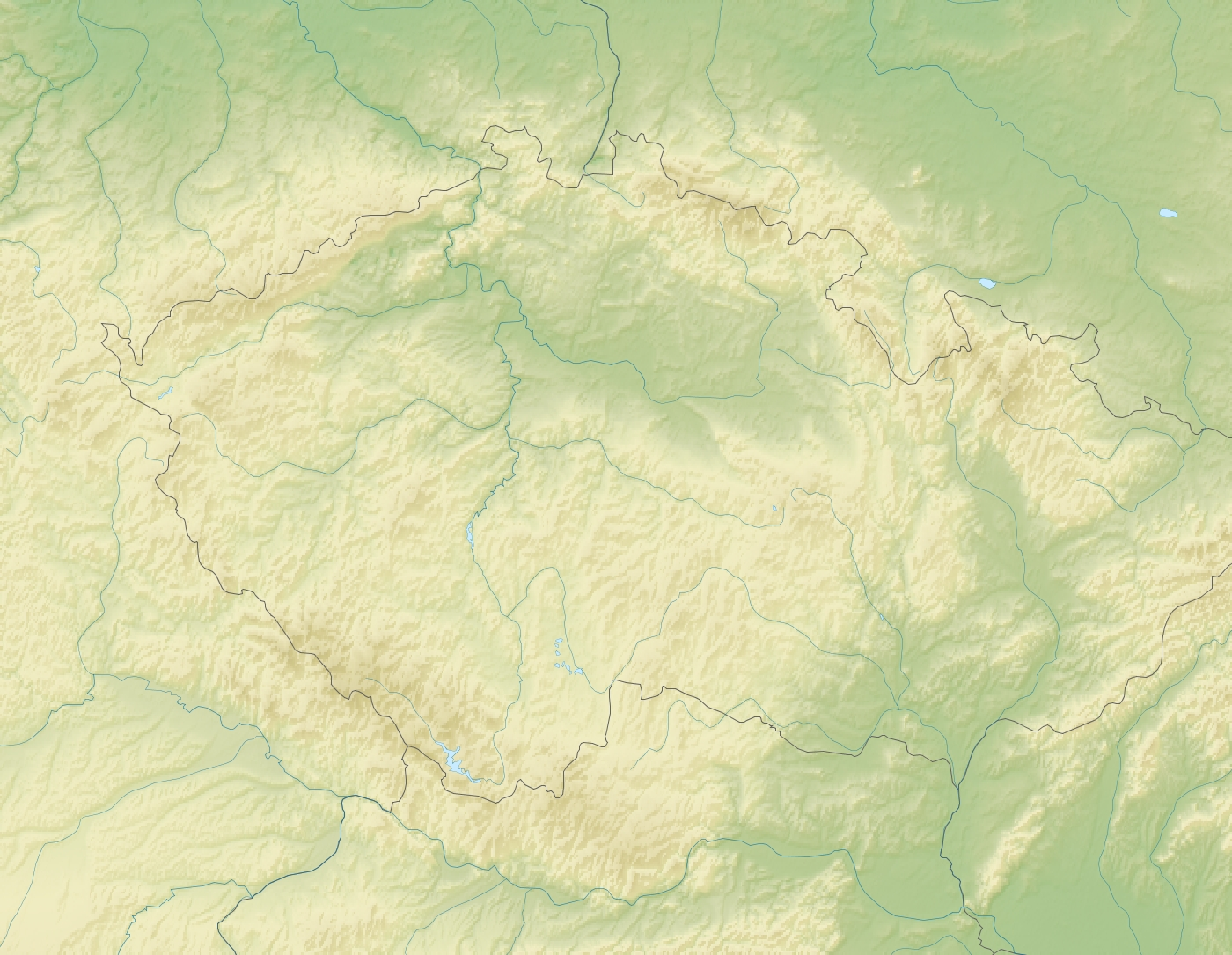
Mapa reliéfu Českého masivu

Vizuální podobnosti zobrazení Čech na historických mapách s kráterem na Měsíci si všiml už Galileo Galilei a roku 1610 to zmínil ve svém díle Sidereus Nuncius.

Následně tvar Čech a stavba Českého masivu na prvních satelitních snímcích zaujala americké geology, kteří kontaktovali české kolegy v roce 1968 před 23. mezinárodním geologickým kongresem v Praze s dotazem, zda není možné, že by byl Český masiv impaktovým kráterem.

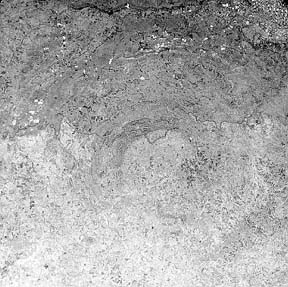
Impaktní kráter Vredefort v Jihoafrické republice.

V druhé polovině 20. století probíhalo snímkování Země družicí Meteosat a tvar Českého masivu v roce 1988 opět zaujal americké vědce, tentokrát astronomy z Bostonské univerzity Farouka El-Baze a Michaela D. Papagiannise. Ti si všimli jeho topologické podobnosti s tvarem impaktního kráteru. Ten by tak pokrýval většinu tehdejšího západního Československa a se stal by se jedním z největších kráterů na Zemi vůbec. Překonal by rozsahem pravděpodobně i kráter Vredefort v Jihoafrické republice s průměrem asi 300 km.  
Papagiannis tuto domněnku přednesl také na 52. setkání Meteoritické společnosti ve Vídni v roce 1989, kterého se účastnil vysokoškolský pedagog profesor Vladimír Bouška. Ten o problému v následujícím roce informoval v časopisu Vesmír, teorii ale v zásadě nepodpořil. Článku si všiml geolog Petr Rajlich, který se začal zajímat o možné důkazy této teorie přímo v horninách. V roce 1992 pak informoval o kruhové struktuře Čech a objevu potenciální kráterové brekcie na Mezinárodní konferenci o velkých meteoritických impaktech a planetární evoluci v kanadském Ontariu. V roce 1996 pak Rajlich a kol. experimentálně modelovali pohyby litosféry v oblasti Českého masivu. Namísto představy Českého masivu jako celku složeného z více částí, s ním pracovali jako s jednotnou kruhovou litosférickou inkluzí. Dle jejich závěrů se horstva, která dnes přibližně do kruhu obepínají Čechy, měla této inkluzi přizpůsobovat v různých časově oddělených režimech vrásnění formou smyků a horizontálních posunů.
Svá tvrzení shrnul Rajlich v nerecenzované knize Český kráter vydané v roce 2007 Jihočeským muzeem v Českých Budějovicích. V knize jsou diskutována absolutní stáří nerostů (zirkon, muskovit či monazit), která jsou pro Český masiv často asi 340 milionů let, kdy je formovala variská orogeneze. Připomíná také nález kónická deprese pod Českým masivem, která byla na základě seismických dat nalezena v Moho diskontinuitě a jejíž poloha odpovídá středu předpokládaného kráteru. Její provázání s impaktem by znamenalo, že byla struktura svrchního zemského pláště v oblasti kráteru po velmi dlouhou dobu stabilní a proměnná by byla především zemská kůra (různorodé procesy vrásnění či hydrotermálních přeměn s růstem nových minerálních fází a přeměnou těch stávajících).  
V 2014 pak Rajlich vydal další knihu popisující jeho vlastní teorii (tzv. Rajlichovu hypotézu), označuje dopad meteoritu jako zdroj ultrazvukových vln formujících nerosty. Popisuje v ní fyzikálně nepopsaný a experimentálně nepotvrzený přechod pevné látky v kapalinu za působení vysokofrekvenčního mechanického vlnění (ultrazvuku), které podle něj mají způsobovat vznik mikrokavit v křemenech a jiných nerostech (např. živcích) v prvních okamžicích impaktu meteoritu (ultrazvuková kavitace). Nerosty jako křemen nebo beryl se tak na krátkou chvíli mají chovat jako kapalina a opětovný přechod v pevnou fázi má vést k mžikovému růstu krystalů. Kniha obsahuje řadu fotografií křemenů a jiných nerostů z Čech i jiných částí světa, ve kterých autor sleduje údajné vzory vlnění. Dále se touto teorií zabýval zastánce teorie expandující země J. Měšťan a E. Polanco, kteří navrhli několik modelů a metod ke studiu křemenů s ohledem na Rajlichovu hypotézu.
Dlouhodobě se nejvyšší podpory teorie Českého kráteru dostávalo právě od P. Rajlicha. Tuto teorii ale prezentoval i geolog a popularizátor vědy Václav Cílek v pořadu Utajené příběhy českých dějin na Prima ZOOM a popisuje ji v knize Krajem Joachima Barranda. Teorií se také zabývá stálá výstava v environmentálním centru v Železné Rudě s názvem Český kráter, přesunutá tam z Jihočeského muzea v Českých Budějovicích, sestavená ve spolupráci s Rajlichem.

## Galerie
Údajné doklady důsledků impaktu v nerostech na území Čech sesbírané P. Rajlichem.

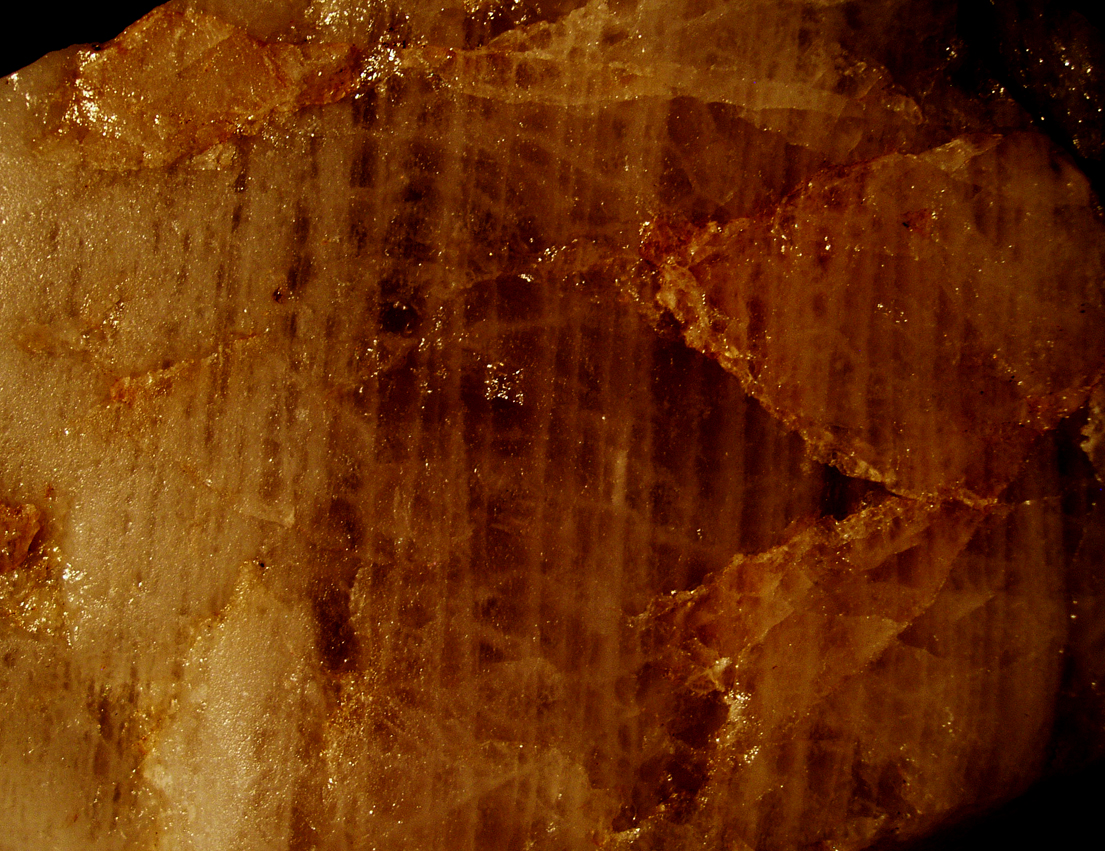
Růženín píseckých pegmatitů s lamelami, které Rajlichova hypotéza vysvětluje jako důsledek šokové metamorfózy. Lamely mohou představovat dutiny po ultrazvukové kavitaci.
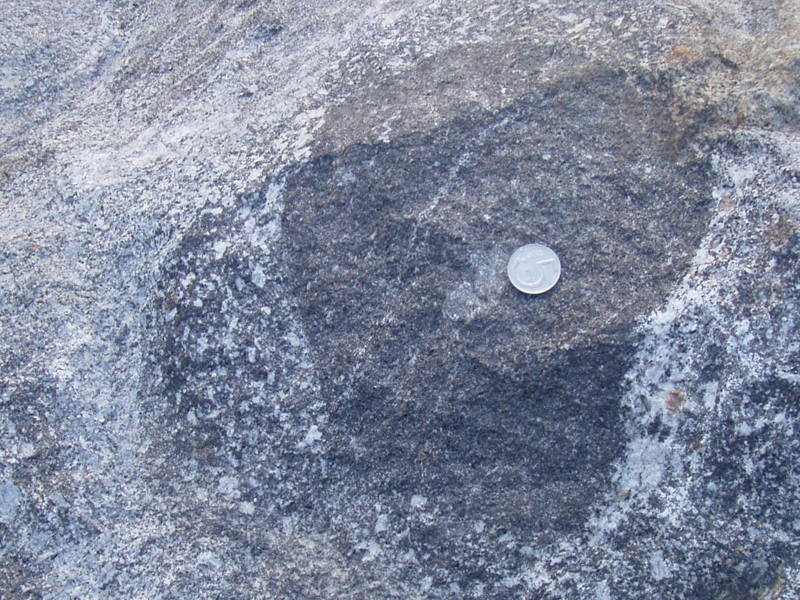
Ke sjednocení kráterových úlomků (brekcie) Českého kráteru mělo dojít za masivní účasti přehřátých roztoků (fluid), což je výrazně patrné na jejich hranicích. Na snímku mafická enkláva s leukokratními průniky v jejím okolí. Lom Kamenné doly u Písku.
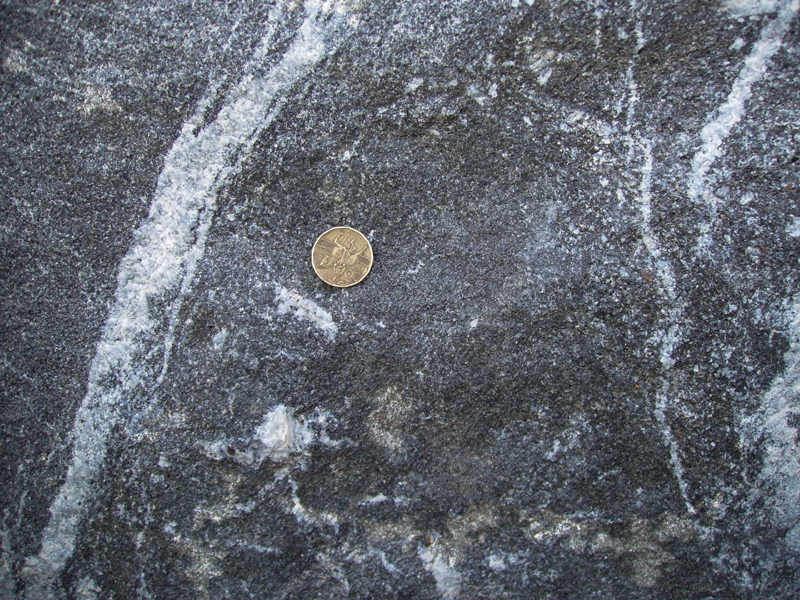
Příklad průniků leukokratních žil aktinolitovou břidlicí. Lom Kamenné doly u Písku.
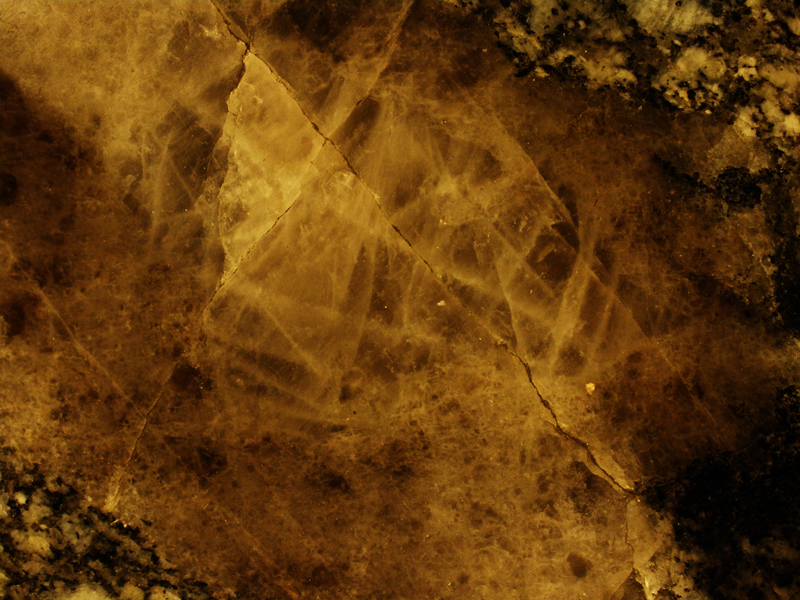
Záhněda v dlažbě na Hlavním nádraží v Praze obsahující ve svém jádru světlá pásma s dutinami, která Rajlichova hypotéza vykládá jako důsledek ultrazvukové kavitace. V pravém horním rohu snímku nese obdobné prvky i světlý živec.
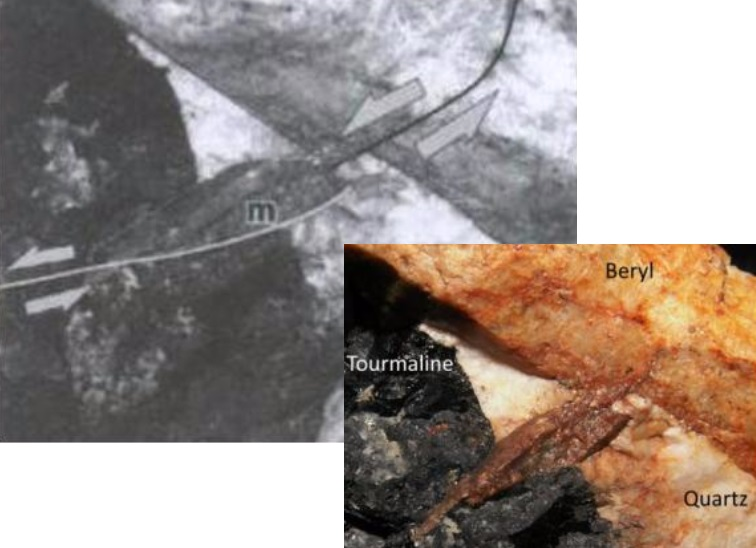
V dolním rohu je fotografie monazitu z píseckého pegmatitu U Nového rybníka. Monazit narůstá na tektonickou prasklinu v berylu. Stáří monazitu bylo určeno metodou U-Pb na přibližně 330 milionů let. Beryl obsahuje hypotetické kavitační lamely a jeho stáří tak může být značně odlišné, například až archaické, od stáří monazitu. V horním rohu je snímek tektonického nákresu.

## Kritika
Proti této teorii se vymezila jak Česká geologická společnost tak i další odborníci. Ke knize P. Rajlicha Český kráter vyšlo několik kritik ve Zpravodaji České geologické společnosti. Hlavními připomínkami byly ignorování soudobých poznatků (včetně teorie deskové tektoniky), manipulativní formulace v knize, dezinterpretace citovaných autorů, nedostatečné důkazy a z nich vyvozované nepřiměřené závěry, ale také chybějící odborná recenze knihy.
Vladimír Kusbach po přednášce Rajlicha argumentoval, že Mohelenský peridotit byl v zemském plášti ještě před 370 miliony lety a byl vynesen při deformaci mezi moldanubikem a brunií asi před 340 miliony lety.
Problémovost teorie Českého kráteru vychází už z původní myšlenky El-Baze a Papagiannise, která byla založena pouze na topologické podobnosti, která k určení impaktového kráteru nestačí (je třeba na místě najít impaktem ovlivněné horniny). Tato teorie pracovala i s tehdejší teorií Stanislava Vrány z Českého geologického ústavu o existenci menšího impaktového kráteru u Ševětína, který měly indikovat žíly pyroxenického mikrogranodioritu. Nicméně pozdější výzkum transmisní elektronovou mikroskopií impaktový původ žil nepotvrdil.